# 清水善夫
清水 善夫（しみず よきお、1922年〈大正11年〉9月1日 - 2013年〈平成25年〉9月19日）は、日本の内科医、小児科医。医学博士。新潟県西蒲原郡黒埼村第19代村長、黒埼町初代町長。原爆症患者第1号の担当医。

## 略歴
新潟県西蒲原郡黒埼村大字金巻（現 新潟市西区金巻）出身。1940年（昭和15年）3月に新潟中学校を卒業、1942年（昭和17年）9月に新潟高等学校を半年繰り上げ卒業、1946年（昭和21年）9月に東京帝国大学医学部医学科を卒業。
1947年（昭和22年）10月に東京大学医学部内科学教室内科学第二講座（担任：佐々貫之教授）副手に就任、1951年（昭和26年）4月から引き続き同講座（担任：美甘義夫教授）で研究。
1952年（昭和27年）10月に東京大学から医学博士号を取得、同年に佐渡病院内科医長に就任、1953年（昭和28年）6月に出身地に清水医院（内科・小児科）を開業。
1969年（昭和44年）2月13日に黒埼村民一致の推薦により無投票で黒埼村第19代村長に就任、1973年（昭和48年）2月1日に黒埼村の町制施行により黒埼町初代町長に就任、2月12日に任期満了により退任。
1982年（昭和57年）に黒埼町の町制施行10周年記念で制定する町民歌の歌詞の募集で、清水善夫が作詞して応募した歌詞が採用され、遠藤実が作曲し、「黒埼よいとこ」という曲名で、渥美二郎が歌ってレコーディングした。

## 原爆症患者第1号の担当医
1945年（昭和20年）8月、東京帝国大学の医学部4年生・清水善夫は戦争の拡大による学徒動員で東京帝国大学医学部附属医院第二外科（都築外科）に勤務していた。終戦翌日の8月16日、後輩の医学部3年生・太田怜が広島から来たという女性を第二外科に入院させてもらえないかと相談に来た。女性は8月6日に広島で原子爆弾に被爆した移動演劇隊「櫻隊」の女優・仲みどりであった。仲みどりは原子爆弾で医療が壊滅した広島から列車で8月10日に実家がある東京に帰ってきたのである。清水善夫は医局長に相談し、仲みどりを第二外科に入院させ担当することになった。清水善夫は仲みどりに今までの経過や病歴を聴取して血液を検査し、回診に来た都築正男教授に仲みどりの白血球の数は400（正常の10分の1以下）と報告した。都築正男は「清水君、きみを疑うわけじゃないけども、もう1回検査してくれませんか」と命じた。しかし何回検査しても結果は同じであった。やはり白血球の数が400か500しかないと報告すると、都築正男の顔色が変わった。1日、2日すると、仲みどりの頭髪が抜け始めた。都築正男は「清水君、1本も残さんで、全部それをとっといてくれ」と命じた。
清水善夫は薬剤やブドウ糖を注射するなどして仲みどりを治療したが、日に日に病状は悪化し、看護婦が総出で押さえても押さえきれないほど苦しみもだえることもあった。
8月24日午前、仲みどりはベッドの上に座って平静であった。清水善夫が仲みどりを診察し、「仲さんお昼だから僕は寮へいってご飯を食べてくるからね」と言うと、仲みどりは「どうぞ」と笑顔で答えた。清水善夫が空襲で焼けた下宿の代わりに寮としていた医学部2号館本館の3階に昼食を食べに着いた途端、看護婦から仲みどりの容体が急変したと電話が入り、急いで病室に戻ると仲みどりは死亡していた。1時間後、病理解剖が行われ、仲みどりは原子爆弾症と診断された。これにより、仲みどりは医学的に認定された世界史上初の原爆症患者（原爆症患者第1号）とされる。
1979年（昭和54年）に清水善夫は「仲さんの印象として今も残っているのは、二ッコリと笑った時の顔だけで、苦痛の時の表情は思い出せません」、「仲さんのあの笑顔しか思い浮かばないんです」と語っている。
1988年（昭和63年）に公開された、「櫻隊」を描いたドキュメンタリー映画『さくら隊散る』に清水善夫が証言者として出演している。
2005年（平成17年）に清水善夫が記述した仲みどりのカルテ（10数枚）の英訳と解剖記録や顕微鏡写真などで構成された英文の報告書（約60枚）が発見された。
2013年（平成25年）に清水善夫ではない別の医師が記述した仲みどりのカルテ（1枚）と解剖記録の表紙が発見された。

## 親族
- 吉原芳仙 - 叔父、日本画家。

## 論文
- CiNii収録論文 - CiNii